# Storörad opossum
Storörad opossum (Didelphis marsupialis) är en pungdjursart som beskrevs av Carl von Linné 1758 och som ingår i familjen pungråttor. IUCN kategoriserar arten globalt som livskraftig.
Arten når en kroppslängd (huvud och bål) av 32,5 till 42,5 cm, en svanslängd av 33,6 till 42,0 cm och en vikt av 565 till 1610 g. Vanligen är honor lite mindre än hannar. Storörad opossum har 51 till 70 mm långa bakfötter och 46 till 58 mm långa öron. Pälsen på ovansidan bildas av en kort och ljusgul underull samt av mörkgråa till svarta täckhår. Exemplar som lever i fuktiga skogar är allmänt mörkast. I ansiktet finns tre mörka linjer, en från nosen till hjässans centrum och en till varje öga. Artens krämfärgade kinder står inte lika tydlig i kontrast till andra delar av ansiktet som de vita kinderna hos nordamerikansk opossum. Undersidan är allmänt täckt av ljusare päls. Öronen och främre halvan av den nakna svansen är svarta. I honans pung (marsupium) finns 13 spenar som bildar en cirkel. Tandformeln är I 5/4 C 1/1 P 3/3 M 4/4, alltså 50 tänder.
Denna pungråtta förekommer i Central- och Sydamerika från öst centrala Mexiko till norra Brasilien och norra Bolivia. Den vistas i låglandet och på upp till 2 000 meter höga bergstrakter. Arten hittas i olika habitat som regnskogar och andra skogar och den förekommer även nära människans samhällen.
Individerna klättrar främst i växtligheten och är aktiva på natten. De lever utanför parningstiden ensam. Honans revir är i genomsnitt 27 hektar stort och hannarnas revir har cirka en storlek av 165 hektar. Boet som fodras med löv är en hålighet i trädet, ett utrymme mellan trädrötter eller en större bergsspricka. Storörad opossum är allätare och livnär sig bland annat av småfåglar, mindre däggdjur, insekter och andra ryggradslösa djur, frukter, gräs och andra växtdelar. I sällsynta fall dödar arten byten som är av samma storlek.
Honor har oftast två kullar mellan januari och oktober med 7 eller 8 ungar per kull. Arten spelar i motsats till nordamerikansk opossum inte död när den träffar på en fiende.

## Underarter
Arten delas in i följande underarter:
- D. m. caucae
- D. m. marsupialis